# ويلبر إيتون
ويلبر إيتون (بالإنجليزية: Wilbur Eaton)‏ هو لاعب كرة قدم أمريكية أمريكي، ولد في 2 فبراير 1903 في أوماها في الولايات المتحدة، وتوفي في 10 أغسطس 1993 في كولفاكس في الولايات المتحدة.